# مارتن دييدار
مارتن دييدار (بالتشيكية: Martin Dejdar)‏ هو مقدم تلفزيوني وممثل تشيكي، ولد في 11 مارس 1965 في التشيك.

## وصلات خارجية
- مارتن دييدار على موقع IMDb (الإنجليزية)
- مارتن دييدار على موقع ألو سيني (الفرنسية)
- مارتن دييدار على موقع ميوزك برينز (الإنجليزية)
- مارتن دييدار على موقع أول موفي (الإنجليزية)
- مارتن دييدار على موقع ديسكوغز (الإنجليزية)
- مارتن دييدار على موقع قاعدة بيانات الفيلم (الإنجليزية)
- مارتن دييدار على موقع كينوبويسك (الروسية)